# Canuck
 (janvier 2017).
Si vous disposez d'ouvrages ou d'articles de référence ou si vous connaissez des sites web de qualité traitant du thème abordé ici, merci de compléter l'article en donnant les références utiles à sa vérifiabilité et en les liant à la section « Notes et références ».
« Canuck » est un terme d'argot pour un(e) Canadien(ne). Les origines du mot sont incertaines. Le terme "Kanuck" est enregistré pour la première fois en 1835 comme un américanisme (terme américain), à l'origine fait référence à un(e) canadien(ne) néerlandais(e) ou un(e) canadien(ne) français(e). Dans les années 1850, l'orthographe avec un "C" est devenue prédominante.
Le terme n’est pas couramment employé pour désigner les Canadiens.
Ce terme peut faire référence à :
- plusieurs équipes de sport canadiennes, dont :
  - les Canucks de Vancouver, équipe professionnelle de hockey sur glace de la Ligue nationale de hockey,
  - les Canucks de Calgary, équipe de hockey sur glace de la Ligue de hockey junior de l'Alberta,
  - les Canucks de Kitchener, équipe de hockey sur glace de l'Association de hockey de l'Ontario,
  - les Canucks de Moose Jaw, équipe junior de hockey sur glace basée à Moose Jaw dans la Saskatchewan,
  - Canucks rugby (en), club canadien de rugby à XV basé à Calgary ;
  - les Crazy Canucks (en), nom d'un groupe de descendeurs en ski alpin dans les années 1970-1980, réputés pour leur témérité,
- « Canuck » est le surnom de deux avions canadiens, le biplan Curtiss JN-4 et l'avion de chasse Avro CF-100, ce dernier étant de fabrication entièrement canadienne ;
- la Canuck Letter ;
- Opération Canuck, opération militaire des forces spéciales britanniques durant la Seconde Guerre mondiale ;
- le personnage de Marvel Comics Wolverine est surnommé Ol' Canuklehead du fait de ses origines canadiennes.
- Captain Canuck est un héros de comics canadiens.